# On & off 〜tour document of 'need love〜
『on & off 〜tour document of 'need love〜』(オン・アンド・オフ 〜ツアー・ドキュメント・オブ・ニード・ラブ)は日本のバンドDEENのライブ・ビデオ。

## 解説
2000年に行われた全国ツアー『DEEN LIVE JOY-Break5
〜'need love〜』から厳選された楽曲に加え、メンバーのデビュー当時の心境やライブの裏側の経緯を語るシーンもあり、ドキュメンタリー映像となっている。

## 収録曲
1. Prologue
2. YOU GOTTA KICK
3. On & Off Scene#1
4. このまま君だけを奪い去りたい
5. On & Off Scene#2
6. Teenage dream
7. 夢であるように
8. On & Off Scene#3
9. 秋桜(Solostuck)
10. 秋桜 〜More & More〜
11. On & Off Scene#4
12. 哀しみの向こう側
13. On & Off Scene#5
14. 瞳そらさないで
15. SUNSHINE ON SUMMER TIME
16. 君さえいれば
17. ひとりじゃない
18. On & Off Scene#6
19. Soul Inspiration
20. On & Off Scene#7
21. Power of Love
22. On & Off Scene#8
23. 蒼い戦士たち
24. Epilogue